# La Haye-Pesnel
La Haye-Pesnel és un municipi francès situat al departament de la Manche i a la regió de Normandia. L'any 2007 tenia 1.361 habitants.

## Demografia

### Població
El 2007 la població de fet de La Haye-Pesnel era de 1.361 persones. Hi havia 630 famílies de les quals 273 eren unipersonals (88 homes vivint sols i 185 dones vivint soles), 177 parelles sense fills, 140 parelles amb fills i 40 famílies monoparentals amb fills.
La població ha evolucionat segons el següent gràfic:
Habitants censats

### Habitatges
El 2007 hi havia 718 habitatges, 626 eren l'habitatge principal de la família, 30 eren segones residències i 63 estaven desocupats. 591 eren cases i 121 eren apartaments. Dels 626 habitatges principals, 281 estaven ocupats pels seus propietaris, 331 estaven llogats i ocupats pels llogaters i 14 estaven cedits a títol gratuït; 12 tenien una cambra, 60 en tenien dues, 136 en tenien tres, 171 en tenien quatre i 247 en tenien cinc o més. 448 habitatges disposaven pel capbaix d'una plaça de pàrquing. A 324 habitatges hi havia un automòbil i a 183 n'hi havia dos o més.

### Piràmide de població
La piràmide de població per edats i sexe el 2009 era:
| Homes | Edats   | Dones |
| ----- | ------- | ----- |
| 0     | 95 o +  | 4     |
| 8     | 90 a 94 | 12    |
| 16    | 85 a 89 | 32    |
| 20    | 80 a 84 | 24    |
| 24    | 75 a 79 | 72    |
| 24    | 70 a 74 | 48    |
| 32    | 65 a 69 | 40    |
| 44    | 60 a 64 | 44    |
| 20    | 55 a 59 | 28    |
| 48    | 50 a 54 | 72    |
| 44    | 45 a 49 | 48    |
| 36    | 40 a 44 | 32    |
| 36    | 35 a 39 | 32    |
| 16    | 30 a 34 | 28    |
| 40    | 25 a 29 | 20    |
| 36    | 20 a 24 | 36    |
| 60    | 15 a 19 | 44    |
| 24    | 10 a 14 | 64    |
| 24    | 5 a 9   | 40    |
| 20    | 0 a 4   | 20    |

## Economia
El 2007 la població en edat de treballar era de 722 persones, 525 eren actives i 197 eren inactives. De les 525 persones actives 468 estaven ocupades (245 homes i 223 dones) i 57 estaven aturades (24 homes i 33 dones). De les 197 persones inactives 89 estaven jubilades, 45 estaven estudiant i 63 estaven classificades com a «altres inactius».

### Ingressos
El 2009 a La Haye-Pesnel hi havia 599 unitats fiscals que integraven 1.297 persones, la mediana anual d'ingressos fiscals per persona era de 14.920 €.

### Activitats econòmiques
Dels 111 establiments que hi havia el 2007, 6 eren d'empreses extractives, 7 d'empreses alimentàries, 5 d'empreses de fabricació d'altres productes industrials, 14 d'empreses de construcció, 24 d'empreses de comerç i reparació d'automòbils, 4 d'empreses de transport, 7 d'empreses d'hostatgeria i restauració, 4 d'empreses financeres, 9 d'empreses de serveis, 26 d'entitats de l'administració pública i 5 d'empreses classificades com a «altres activitats de serveis».
Dels 35 establiments de servei als particulars que hi havia el 2009, 1 era una oficina d'administració d'Hisenda pública, 1 gendarmeria, 1 oficina de correu, 3 oficines bancàries, 4 tallers de reparació d'automòbils i de material agrícola, 1 taller d'inspecció tècnica de vehicles, 1 autoescola, 2 paletes, 1 guixaire pintor, 3 fusteries, 6 lampisteries, 2 electricistes, 3 perruqueries, 1 veterinari, 4 restaurants i 1 tintoreria.
Dels 17 establiments comercials que hi havia el 2009, 1 era un hipermercat, 1 una botiga de més de 120 m², 5 fleques, 2 carnisseries, 1 una peixateria, 2 botigues de roba, 2 botigues d'electrodomèstics, 1 una botiga de material de revestiment de parets i terra i 2 floristeries.
L'any 2000 a La Haye-Pesnel hi havia 27 explotacions agrícoles que ocupaven un total de 261 hectàrees.

## Equipaments sanitaris i escolars
El 2009 hi havia 1 farmàcia i 1 ambulància.
El 2009 hi havia 2 escoles elementals. La Haye-Pesnel disposava d'un col·legi d'educació secundària amb 259 alumnes.

## Poblacions més properes
El següent diagrama mostra les poblacions més properes.